# 橋本南海男
橋本 南海男（はしもと なみお、1922年1月8日 - 1997年12月11日）は、日本の経営者。沖電気工業社長、会長を務めた。群馬県出身。

## 経歴・人物
1946年に京都帝国大学工学部電気工学科を卒業し、同年に沖電気工業に入社した。1970年に取締役に就任し、1975年に常務、1979年6月に専務を経て、1982年5月に社長に就任。1988年6月に会長に就任し、1992年10月に相談役を経て、1993年6月に特別顧問に就任。
1983年11月に藍綬褒章を受章し、1992年11月に勲二等瑞宝章を受章。
1997年12月11日急性心不全のために死去。75歳没。